# Darío Pereira
Darío Pereira, vollständiger Name Alfonso Darío Pereira D’Atri, (* 25. Februar 1996 in Montevideo) ist ein uruguayischer Fußballspieler.

## Karriere
Der 1,76 Meter große Mittelfeldakteur Pereira spielte im Jugendfußball von 2009 bis 2010 in der Septima División für den Club Atlético Rentistas. Anschließend durchlief er die diversen Jugendmannschaften über die Sexta División (2011), U-16 (2012), die Quinta División (2013) und die Cuarta División (2014 bis 2015). Ab 2014 gehörte er jedoch auch bereits dem Kader der Erstligamannschaft und ab 2015 teilweise der Reserve (Formativas) in der Tercera División an. Sein Debüt in der Primera División feierte er am 2. September 2015 beim 3:0-Auswärtssieg im Spiel gegen Juventud, als er von Trainer Valentin Villazán in der 89. Spielminute für David Terans eingewechselt wurde. Insgesamt lief er in der Apertura 2015 in drei Erstligaspielen (kein Tor) auf. Ende Januar 2016 wechselte er auf Leihbasis in die Segunda División zum Club Atlético Progreso. In der Clausura 2016 bestritt er dort vier Ligaspiele (kein Tor) in der zweithöchsten uruguayischen Spielklasse. Anschließend kehrte er zum nunmehr in die Zweitklassigkeit abgestiegenen Club Atlético Rentistas zurück und bestritt in der Saison 2016 zehn Ligapartien (ein Tor).